# Gotinga
Ne doit pas être confondu avec Golinga.
Gotinga, également orthographié Gontinga, est une localité située dans le département de Garango de la province du Boulgou dans la région Centre-Est au Burkina Faso.

## Géographie
Gotinga a été administrativement détaché de Lergho (tout comme les villages de Zangoula, Golinga et Yaza) vers 2012, l'ensemble des localités regroupant 4 155 habitants dénombrés lors du dernier recensement général de la population en 2006

## Histoire
Gotinga est un village fondé au XIXe siècle par l'ethnie Bissa. Dans la première moitié du XXe siècle, l'onchocercose sévissant autour du lac de Bagré entraîne l'abandon de nombreux villages bissa situés au sud du département, dont Gotinga, avant leur repeuplement au tournant des années 2000.

## Santé et éducation
Le centre de soins le plus proche de Gotinga est le centre de santé et de promotion sociale (CSPS) de Lergho tandis que le centre médical avec antenne chirurgicale (CMA) se trouve à Garango.
Le village ne possède pas d'école, les élèves devant aller à Lergho.